# Тайна поместья Нортвестов
«Тайна поместья Нортвестов» (англ. Northwest Mansion Mystery) — 10 серия 2 сезона американского мультсериала «Гравити Фолз».

## Сюжет
Семья Нортвествов в своём поместье готовится к ежегодной вечеринке, когда внезапно из-за призрака вокруг начинают летать предметы. Престон — отец Пасифики, в итоге отправляет Пасифику в Хижину Чудес, чтобы попросить о помощи Диппера. В момент когда она приходит, Диппер, Мэйбл и её подруги — Кэнди и Гренда, смотрят новости по телевизору, которые освещают вечеринку в поместье Нортвестов. Пасифика стучится в дверь Хижины Чудес и просит Диппера о помощи, которую он неохотно принимает после того, как Мэйбл уговаривает его, чтобы Мэйбл и её подруги пошли на вечеринку.
В поместье Диппера встречают родители Пасифики. После того, как Пасифика заставляет Диппера переодеться в официальную одежду, Пасифика хвастается Дипперу «высокими стандартами» её семьи, ведя его в «проблемную комнату». Тем временем Мэйбл и её подруги сплетничают о парнях, пришедших на вечеринку. Гренда в конце концов влюбляется в барона Мариуса фон Фундшаузера.
В «проблемной комнате» Диппер исследует комнату и во время расследования обнаруживает, что фигура с картины в комнате — исчезла. В это время Пасифика замечает кровь, вытекающую изо рта голов таксидермистов. Диппер, осознав, что сильно недооценил призрака, не знает, что делать. Головы начинают петь о древнем пророчестве мести, когда внезапно призрак лесоруба с топором на голове выходит из камина в комнате, преследуя члена семьи Нортвест. Диппер и Пасифика прячутся под столом. Диппер, открывает Дневник № 3, и находит в нём лишь один совет, о том как противостоять призраку 10-й категории: «Моли о пощаде». После этого их нашёл призрак и они от него убегают. Тем временем Мариус входит на вечеринку. Мэйбл и её друзья решают составить план, как привлечь внимание Мариуса.
Пасифика и Диппер бегут по саду, в то время как Диппер пытается найти серебряное зеркало, чтобы поймать призрака в ловушку. Обнаружив нужное зеркало в комнате с ковром, Пасифика запрещает Дипперу ходить по ковру в грязной обуви, говоря, что родители «убьют» её. Эти двое спорят и в конце концов оказываются в потайной комнате за картиной, позволяя призраку свободно улететь. Призрак находит их в комнате, но Диппер всё-таки заманивает его в ловушку с помощью ручного серебряного зеркала. Позже семья Пасифики благодарит Диппера, и он уходит с вечеринки. Призрак говорит о том, что 150 лет назад Нортвесты не пригласили на вечеринку лесорубов, которые построили их поместье, тем самым нарушив своё обещание. Лесоруб погиб во время оползня, и перед смертью наложил проклятие на семью Нортвестов, что через 150 лет он воскреснет и убьёт членов семьи Нортвест.
Узнав правду, Диппер вернулся в особняк и заявил, что их семья обманом заставила его избавить их от кары, которую они заслужили. Он также оскорбил Пасифику, на что та извинилась и начала оправдываться, но Престон позвонил в колокольчик. Диппер ушёл.
Дипперу приходится заниматься экзорцизмом, чтобы избавиться от призрака, но дровосек обманом освобождается и превращает всех находившихся в особняке в дерево.
Все Нортвесты прячутся в подвале, кроме Пасифики. Диппер застаёт её в тайной комнате. Там хранились самые подлые поступки Нортвестов, запечатлённые в картинах. Поэтому эта комната и была сокрыта. Он извиняется за свои слова и утверждает, что она не обязана поступать так, как её предки только потому, что она из их рода. Диппер и Пасифика бегут в зал, где всё превратилось в лес. Диппер пытается противостоять призраку, но тот обращает его в дерево. Пасифика, несмотря на звон колокольчика отца, пускает жителей и дровосек с радостью исчезает, говоря, что она не такая, как все Нортвесты. Всё становится как раньше.
Вечеринка продолжается. Диппер и Пасифика сдружились и специально портят ковёр, лежащий в центре поместья. Появившийся на вечеринке старик МакГакет рассказывает Дипперу о том, что починил ноутбук, но на нём начался какой-то отчёт. Диппер просит его успокоится и расслабиться, всё-таки вечеринка. Затем МакГакет достаёт ноутбук и видит, что до «Неизбежной угрозы» остался 21 час. После этого он говорит, что дело плохо и что-то грядёт, что-то большое. Затем зрителю показывают гобелен чёрно-красного цвета, на котором изображены огонь, кости и черепа, мёртвые деревья, а также двое людей, которые поклоняются треугольнику…
В титрах в гардероб заходят переодетые агенты Пауэрс и Триггер, которые обсуждают зафиксированную активность Вселенского портала. Их случайно застаёт Тэмбри, но ничуть этому не удивляется.

## Производство и вещание
Сценарий эпизода был написан создателем мультсериала — Алексом Хиршем вместе с Джеффом Роу и Марком Риццо. Это был первый эпизод, в котором не было Зуса, Венди или Дяди Стэна, так как Хирш заявил, что они снимались строго в 21-минутном эпизоде, и что если не удалять персонажей, которые не были существенными для сюжета, это приведёт к тому, что «Микки Маус [съест] меня во сне».
В день премьеры эпизод посмотрели 1,17 млн человек.

## Отзывы критиков
Обозреватель развлекательного веб-сайта The A.V. Club Аласдер Уилкинс поставил эпизоду оценку «A-», похвалив «рост характера Пасифики Нортвест во время эпизода».
Обозреватель развлекательного веб-сайта Rotoscopers Джонатан Норт похвалил эпизод за «мрачные сцены в детском шоу и за сюжет».